# Anchiopsis
Anchiopsis is een geslacht van uitgestorven trilobieten uit de orde Phacopida, dat leefde in wat nu New York is. Het werd beschreven door Delo in 1935 en de typesoort is Anchiopsis anchiops, dat oorspronkelijk werd beschreven als Calymene anchiops door Green in 1832.

## Verspreiding
Fossielen van Anchiopsis zijn gevonden in Canada (Ontario), Colombia (Floresta Formation, Floresta, Boyacá), en de Verenigde Staten (Indiana en New York).